# Уальдблад, Питер
Питер Уальдблад (англ. Peter Wildeblood; 1923—1999) — британско-канадский журналист, писатель, драматург, один из первых британцев, публично и открыто заявивших о своей гомосексуальности. Его книга «Против закона», вышедшая в 1955 году, вызвала общественный резонанс, который привёл к дебатам в Парламенте, закончившимися декриминализацией гомосексуальности в Великобритании.

## Биография

### Ранние годы
Уальдблад родился в Алассио в Италии в семье отставного инженера департамента общественных работ и дочери владельца овечьей фермы в Аргентине. Сыновья от первого брака его отца были уже взрослые и жили отдельно и Питер рос единственным ребёнком в семье. Мать была значительно моложе, чем его отец, и Уальдблад позже вспоминал, что этот факт оказал влияние на его развитие.
Способности юноши позволили ему получить стипендию в Тринити-колледже в Оксфорде, в противном случае обучение в этом учебном заведении было бы не по карману родителям. Учёба была прервана войной, во время которой Питер служил в Королевских ВВС, в основном, в Южной Родезии. Вернувшись в университет в 1945 году, Питер окончил его с отличием.

### Суд
После окончания университета Питер недолго работал официантом в одном из лондонских отелей. Затем он был принят на работу в региональный офис издания Daily Mail в Лидсе, где трудился в течение пяти лет, прежде чем стал корреспондентом. Именно в это время в январе 1954 года Питер попал на скамью подсудимых. Вместе с Майклом Питтом-Риверсом, вторым обвиняемым, они получили 18 месяцев тюрьмы за мужеложство. Лорда Монтегю, который также проходил по этому делу, приговорили к 12 месяцам заключения. В 1955 году вышла книга Питера Уальдблада «Против закона» (Against the Law), в которой он описывает обстоятельства ареста и время, проведённое в Уормвуд-Скрабс. Эти события вызвали общественный резонанс. Были инициированы слушания в Палате лордов. В 1957 году вышел отчёт Вольфендена, содержащий показания Майкла Питта-Риверса. В документе, который поддержало правительство, предлагалось отменить уголовное преследование за гомосексуальные отношения между взрослыми людьми по обоюдному согласию. В 1967 году гомосексуальность в Великобритании была декриминализована.
После освобождения из заключения Питер публикует беллетризированную биографию «Образ жизни» (1956), позже выходят два его романа, пьесы и несколько мюзиклов, для которых он написал тексты.
В начале 1970-х годов Питер принял выгодное предложение от радиовещательной корпорации и переехал жить в Канаду.

### Смерть
В 1994 году после пренесённого инсульта Питера разбил паралич, он почти полностью лишился речи, но сохранил ясность ума. Он научился обращаться с электрической пишущей машинкой при помощи подбородка. Питер Уальдблад скончался в возрасте 76 лет в своём доме в Британской Колумбии.

## В кино
В 2007 году на Четвёртом канале британского телевидения демонстрировался полудокументальный фильм «Очень британский секс-скандал», сюжет которого основан на событиях жизни Питера Уальдблада.